# アボット・ラボラトリーズ
アボット・ラボラトリーズ（Abbott Laboratories、NYSE: ABT）は米国の製薬会社、ヘルスケアカンパニー。日本法人はアボットジャパン合同会社。 創業は1888年。社名は創業者のウォレス・C・アボット（Wallace C. Abbott）から名づけられている11万4000人の社員が130を超える国々で活動している。本社はアメリカ、イリノイ州、シカゴ郊外にあるアボットパークにある。
会社スローガンは、LIFE. TO THE FULLEST.。

## 経歴
1985年、初のHIV血液検査薬を開発した。代表的製品（医療用医薬品）としてマクロライド系抗生物質「バイアキシン」、関節リウマチ、乾癬性関節炎、強直性脊椎炎、クローン病、中等度から重度の慢性乾癬と若年性特発性関節炎に有効な「ヒュミラ」、HIV治療薬の「カレトラ」、抗てんかん薬の「デパコート」、合成甲状腺ホルモンの「シンスロイド」、吸入麻酔薬の「アルタン」などを販売。
2013年、研究開発型医療用医薬品事業（新薬事業）をアッヴィに分離し、ヒュミラ、カレトラ等をアッヴィに承継した。これにより、アボットの医薬品ポートフォリオはエスタブリッシュ製品（長期収載品やブランド後発品）が中心となった。
アボットはこれらエスタブリッシュ医薬品をはじめ、「エンシュア」や「EAS」のような栄養食品、診断薬、免疫学的測定装置、眼科領域（AMO）など、広範囲にわたる医療製品を提供しており、多角化したヘルスケア企業となっている。
2014年からは、本社のあるシカゴなどで開催されるマラソン大会を対象とした、ワールドマラソンメジャーズの冠スポンサーに就任。“アボット・ワールドマラソンメジャーズ”（Abbott World Marathon Mejors）となった。

## 製品

### 医薬品
- バイコディン （ヒドロコドン / パラセテモール）
- バイアキシン / クラシッド （クラリスロマイシン）、日本製品名クラリシッド
- デパコン （バルプロ酸ナトリウム）
- デパコート （バルプロ酸ナトリウム）
- ジングラフ （シクロスポリン）
- ゴプテン / Mavik （トランドラプリル）
- イソプチン （ベラパミル）
- ヒトリン （テラゾシン）
- メリディア / リダクティル （シブトラミン）
- オムニセフ （セフジニル）
- シンセロイド （レボチロキシン）(Levothyroxine )
- タルカ （トランドラプリル/ベラパミル）
- トライコア （フェノフィブラート）
- ニアスパン （ナイアシン）
- アズマコート （トリアムシノロン）
- シムコール （ナイアシン / シンバスタチン）
- アドビコール （ナイアシン / ロバスタチン）
- バルコート

### 栄養食品
- Alimentum
- EAS Myoplex
- EnSure
- Similac Advance
- Similac Advance EarlyShield
- Similac Organic
- Similac Sensitive
- Isomil Advance
- Isomil DF
- Go & Grow
- Glucerna
- Juven (Abound)
- NeoSure
- NutriPals
- Pedialyte
- PediaSure
- ProSure
- Zone Perfect

### 診断機器
- FreeStyle Freedom Blood Glucose Monitor
- FreeStyle Flash Blood Glucose Monitor
- FreeStyle Lite Blood Glucose Monitor
- FreeStyle Navigator Continuous Blood Glucose Monitor
- i-STAT System Blood Analyzer

### 自動分析機器
- Abbott Axsym
- Abbott Aeroset
- Abbott CELL-DYN （全血球数分析機器）

### 治療用医療機器
- MitraClip （System for Percutaneous Reduction of Mitral Regurgitation）
- Absorb （生体吸収性薬剤溶出スキャフォールド）
- XIENCE Alpine（冠動脈用薬剤溶出ステント）
- Multi-Link 8（冠動脈用金属ステント）